# 4486 Митра
4486 Митра (енгл. 4486 Mithra) је Аполо астероид са средњом удаљеношћу од Сунца која износи 2,204 астрономских јединица (АЈ).
Апсолутна магнитуда астероида је 15,6.